# Burg Oberaufseß
Die Burg Oberaufseß ist eine Höhenburg über dem Tal der Aufseß im Gemeindeteil Oberaufseß der oberfränkischen Gemeinde Aufseß.

## Geografie

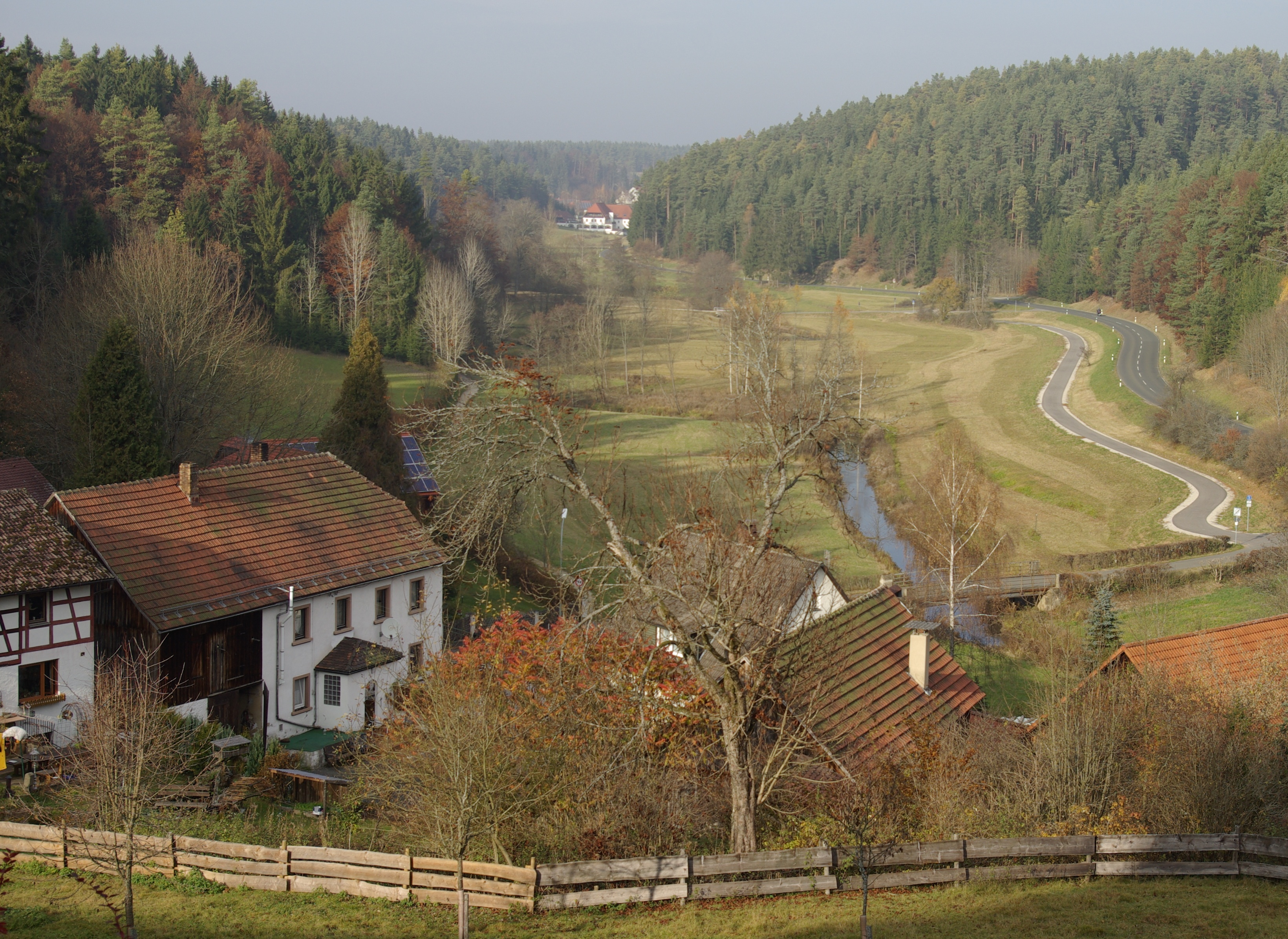
Blick von der Burg über Oberaufseß und das Aufseßtal

Oberaufseß befindet sich im Westen des Landkreises Bayreuth, etwa einen halben Kilometer nordnordwestlich von Aufseß. Die Burg liegt am westlichen Rand des Aufseßtals auf einer Höhe von 429 Metern.

## Baubeschreibung
Die Burg besteht aus einem als Schloss bezeichneten Wohngebäude an der südöstlichen Ecke und ehemaligen Wirtschaftsgebäuden. Die gesamte Anlage ist von einer Außenmauer umgeben, die an den Ecken durch vier Rundtürme verstärkt ist. Das Torhaus liegt an der Nordseite der Anlage. An der stumpfwinkligen Südseite befindet sich ein weiterer, bastionsartig ausgebauter Turm.

## Geschichte

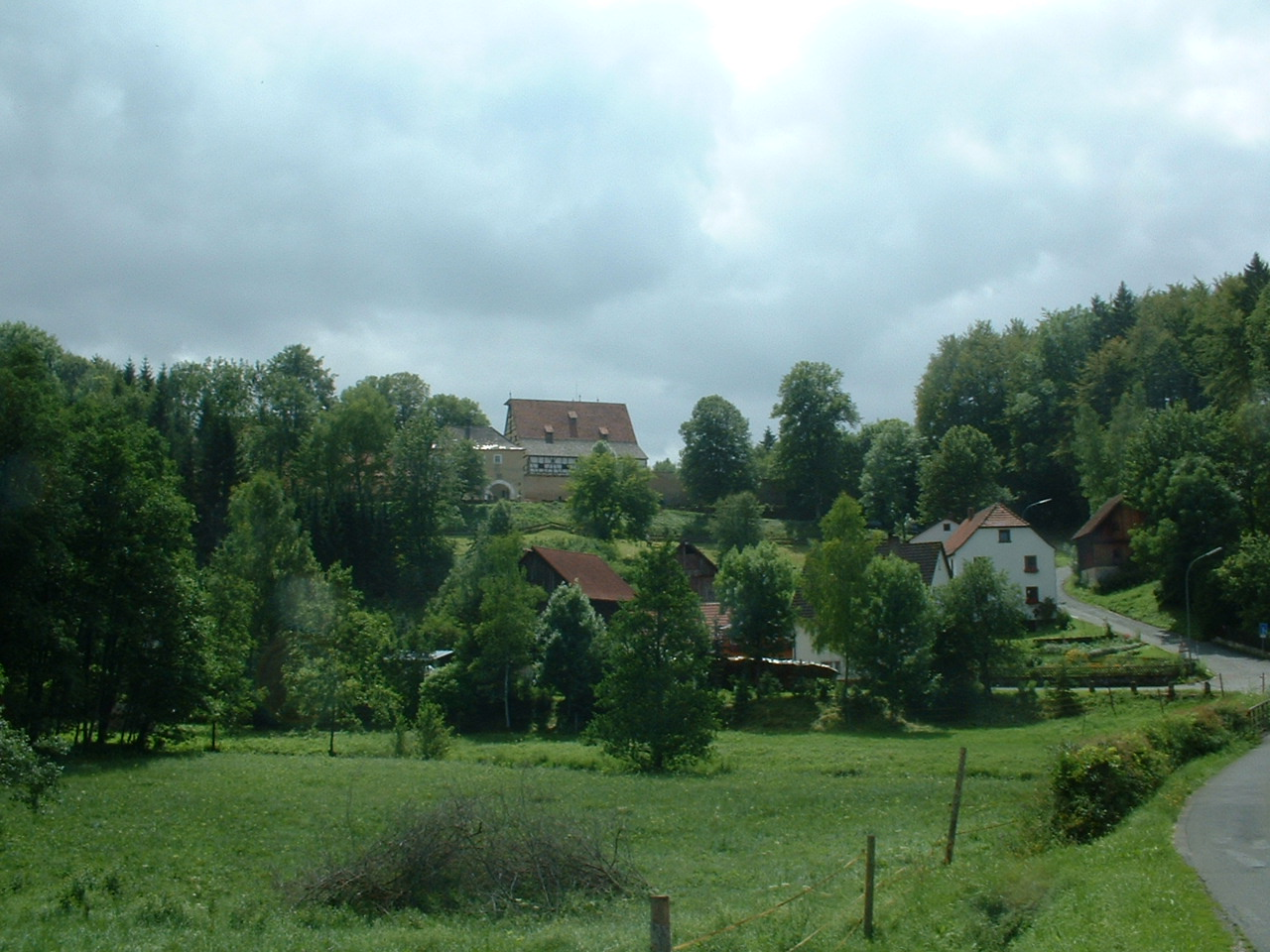
Oberaufseß

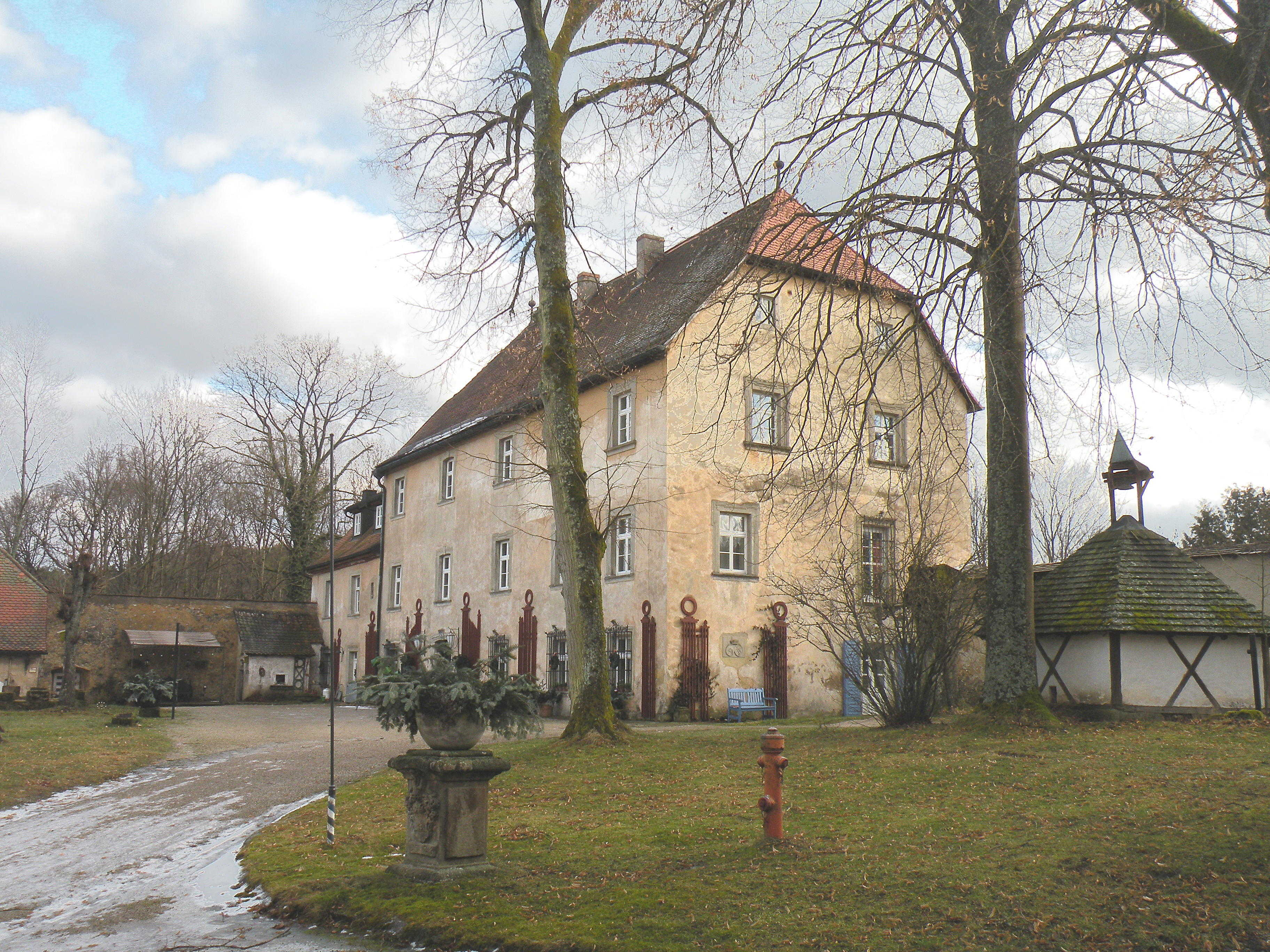
„Schloss“ Oberaufseß

Der Name Oberaufseß wird erstmals in einer Urkunde aus dem Jahr 1326 erwähnt. Dabei bezieht sich der Name jedoch nicht auf eine Burg, sondern nur auf das Gebiet.
Im Jahr 1676 kam die Burg Aufseß, später auch Unteraufseß genannt, an die Brüder Friedrich und Karl Heinrich von Aufseß. Aufgrund von Streitigkeiten unter diesen beiden – die Familie hatte sich im 17. Jahrhundert in eine evangelische und eine katholische Linie aufgespalten – ließ Karl Heinrich ab 1690 die Burg Oberaufseß erbauen. Zunächst wurde die stark befestigte Anlage als Carolsburg bezeichnet. Zwischen den Mitgliedern der beiden Linien kam es zu Schusswechseln; 1692 versuchten katholische Bamberger Truppen vergeblich, die Carolsburg zu erobern. Im 19. Jahrhundert starb die katholische Linie der von Aufseß aus, und der Familienbesitz wurde wiedervereinigt. Die Burg ist nach wie vor Eigentum der Freiherren von und zu Aufseß und dient der Familie als Wohnsitz.

## Bekannte Bewohner
- Friedrich Wilhelm von Aufseß, Regierungsrat
- Hans von und zu Aufseß, Altertumsforscher und Gründer des Germanischen Museums (heute Germanisches Nationalmuseum) in Nürnberg.
- Hans Max von Aufseß, Schriftsteller

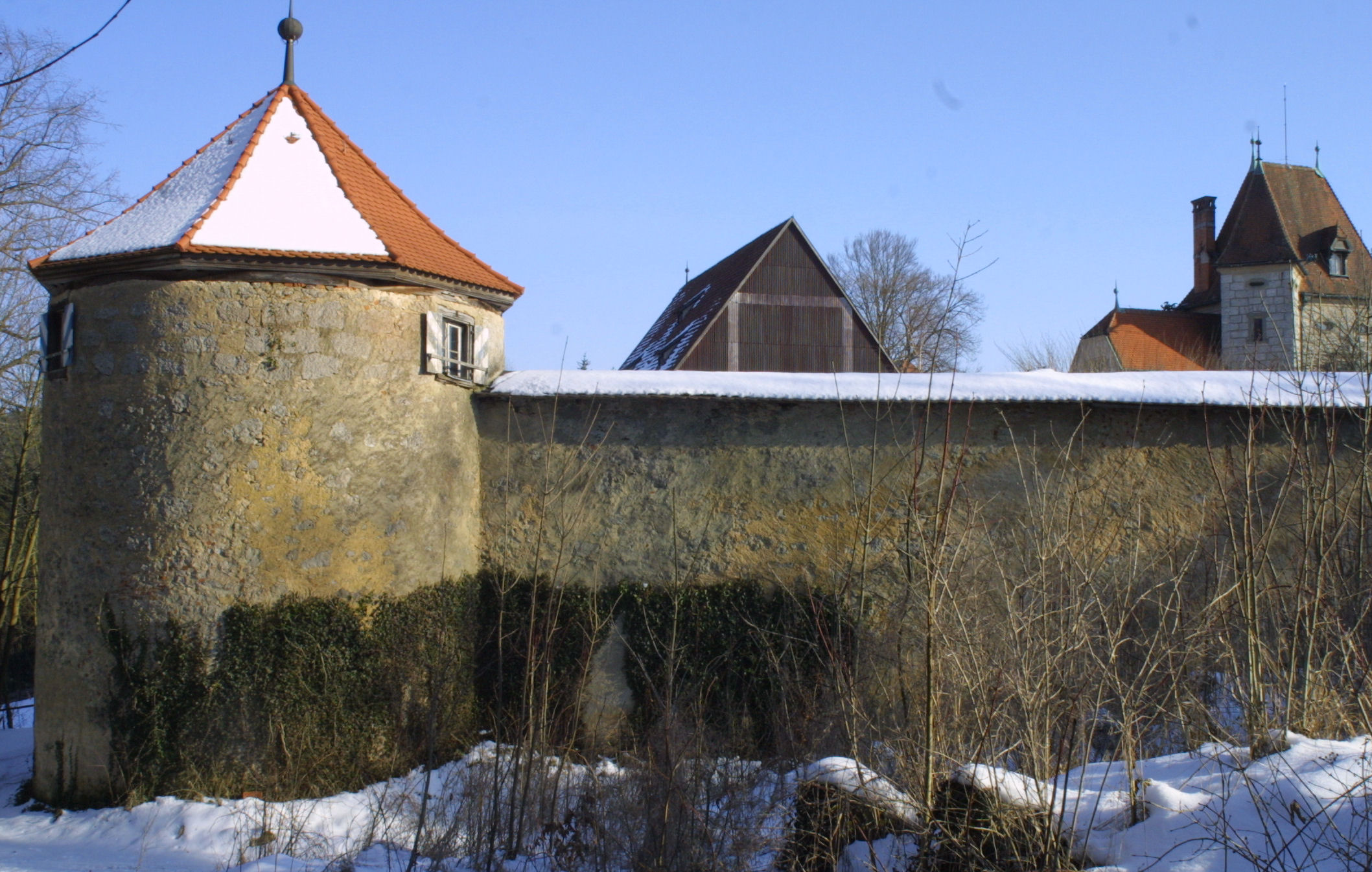
Burgmauer, 2006
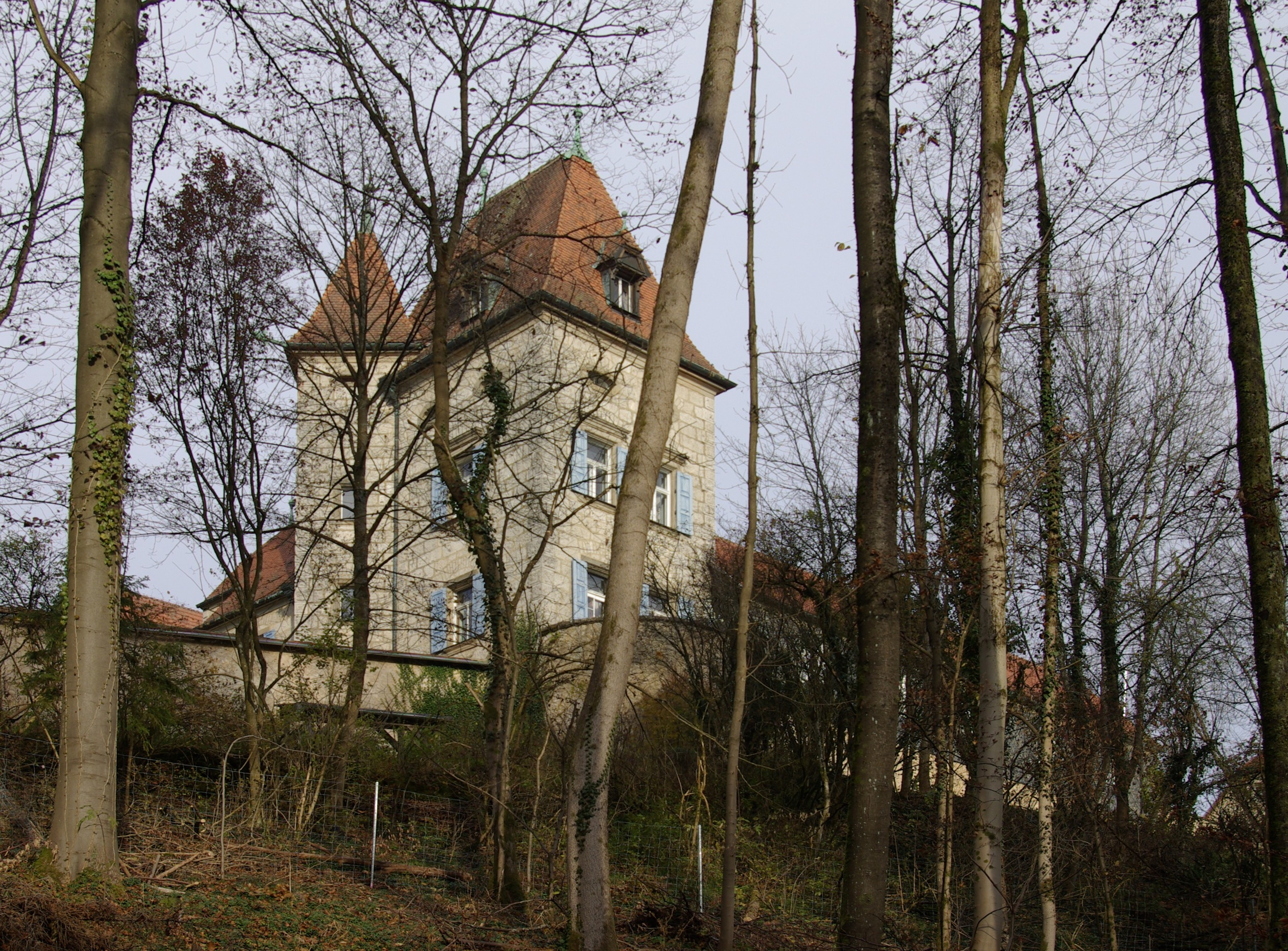
Burg Oberaufseß von Süden, 2011
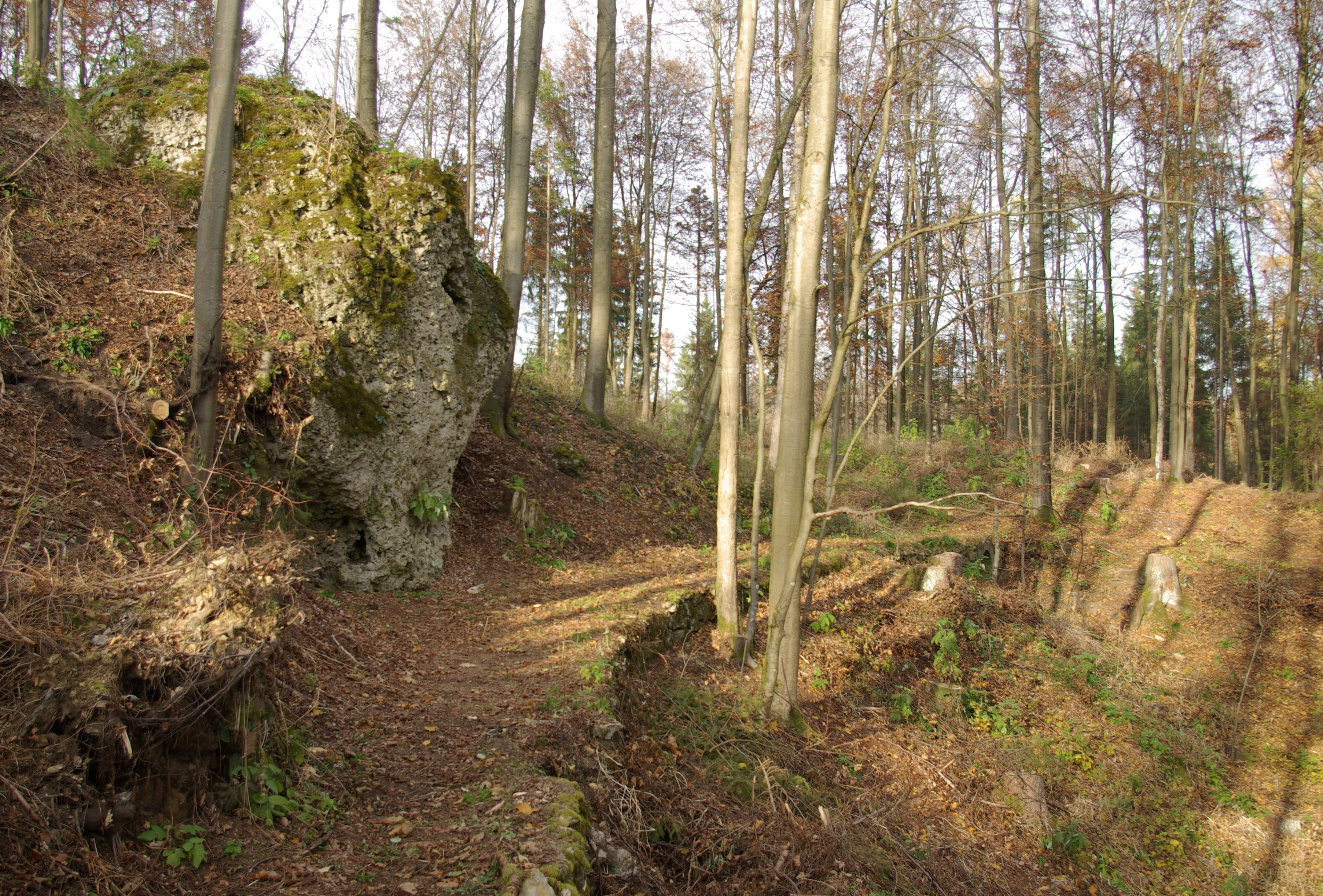
Weg in der ehemaligen Parkanlage, 2011
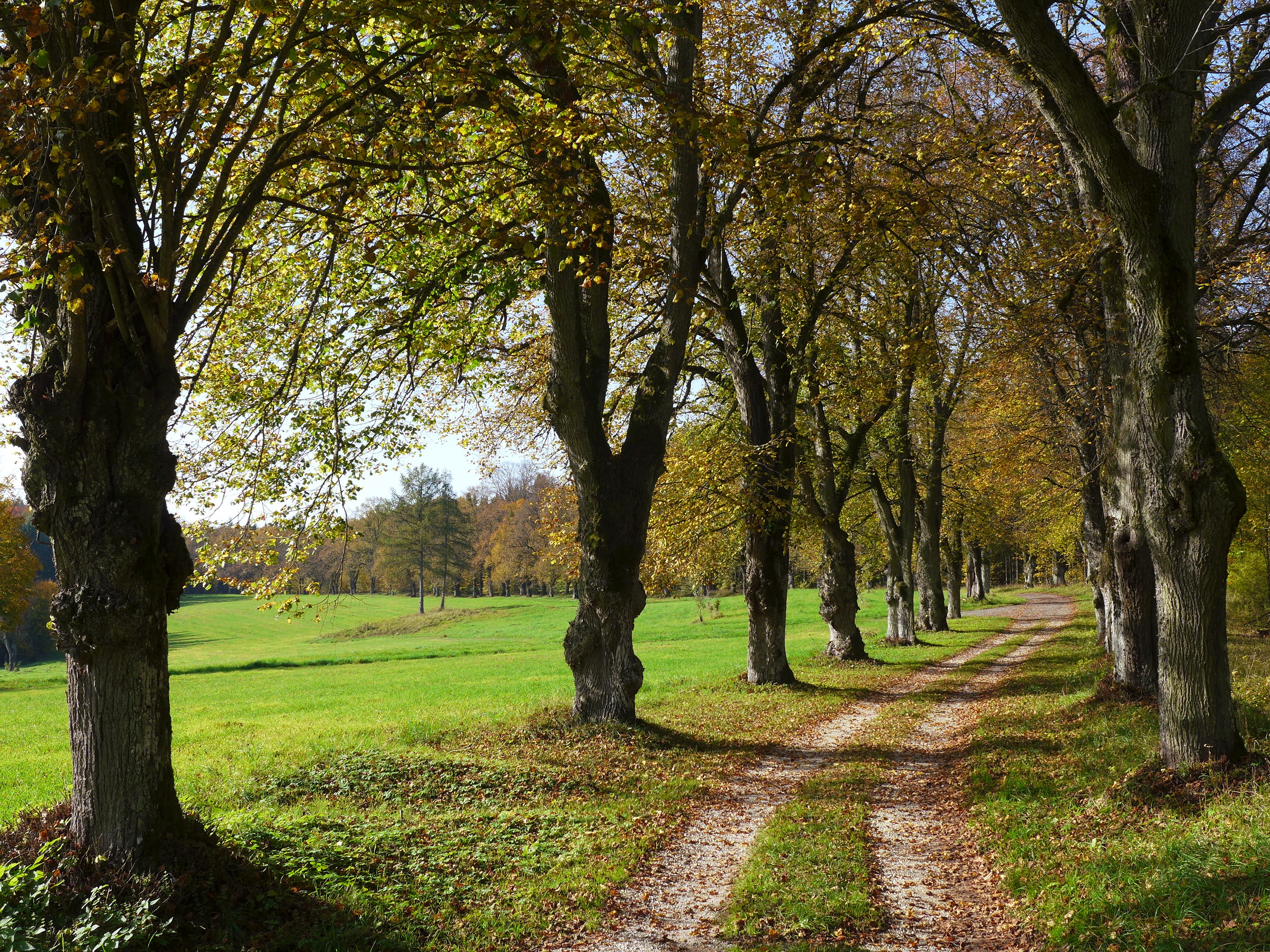
Lindenallee zum Hugoturm, 2017